# Zenon Rzeźniczak
Zenon Rzeźniczak (ur. 7 lipca 1957 w Zduńskiej Woli) – polski polityk, samorządowiec, prawnik. W latach 2002–2008 prezydent miasta Zduńska Wola.

## Życiorys
W 1977 ukończył Technikum Mechanizacji Rolnictwa w Widzewie, a w 2001 także studia na Wydziale Prawa i Administracji Uniwersytetu Łódzkiego. W 1977 podjął pracę w Spółdzielni Kółek Rolniczych, a następnie jako brygadzista w Elektrociepłowni Zduńska Wola.
W wyborach samorządowych w 1998 bezskutecznie kandydował do rady miasta z listy Akcji Wyborczej Solidarność. W wyborach samorządowych w 2002 został z ramienia Forum „Praca-Rodzina-Sprawiedliwość” wybrany na urząd prezydenta Zduńskiej Woli, kandydował z poparciem m.in. PiS i LPR. W styczniu 2006 wstąpił do Samoobrony RP. Jednak jeszcze w tym samym roku wykluczono go z tej partii.
W wyborach samorządowych w 2006 został wybrany ponownie jako kandydat komitetu „Mała Ojczyzna – Zduńska Wola”.
9 września 2008 został zatrzymany przez policję. Prokurator Prokuratury Okręgowej w Sieradzu przedstawił mu następnie 20 zarzutów m.in. łapownictwa i przekroczenia uprawnień. Sąd zastosował wobec niego środek zapobiegawczy w postaci tymczasowego aresztowania. W październiku 2008 uchylono ten środek po wpłaceniu 150 tys. zł poręczenia majątkowego.
W wyniku przeprowadzonego 5 października 2008 referendum został odwołany ze stanowiska prezydenta Zduńskiej Woli.
W lipcu 2011 Sąd Rejonowy w Zduńskiej Woli w pierwszej instancji uniewinnił go od zarzutów przyjmowania korzyści majątkowych, równocześnie uznając go za winnego wielokrotnego przekroczenia uprawnień i wymierzył mu za to karę 2 lat pozbawienia wolności z warunkowym zawieszeniem jej wykonania na okres próby 4 lat.